# خنفساء القلف متعددة الخطوط
خنفساء القلف متعددة الخطوط أو خنفساء قلف شجر الدردار الأوروبية الصغيرة (الاسم العلمي: Scolytus multistriatus) (بالإنجليزية: European elm bark beetle)‏، هي نوع من الحشرات يتبع جنس خنفساء القلف من فصيلة السوسية الحقيقية.

## معرض صور

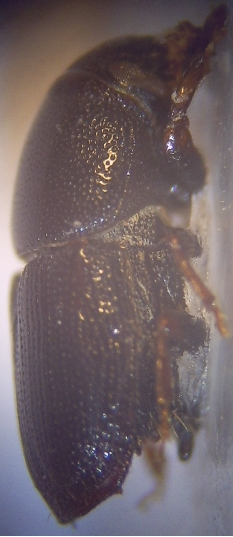
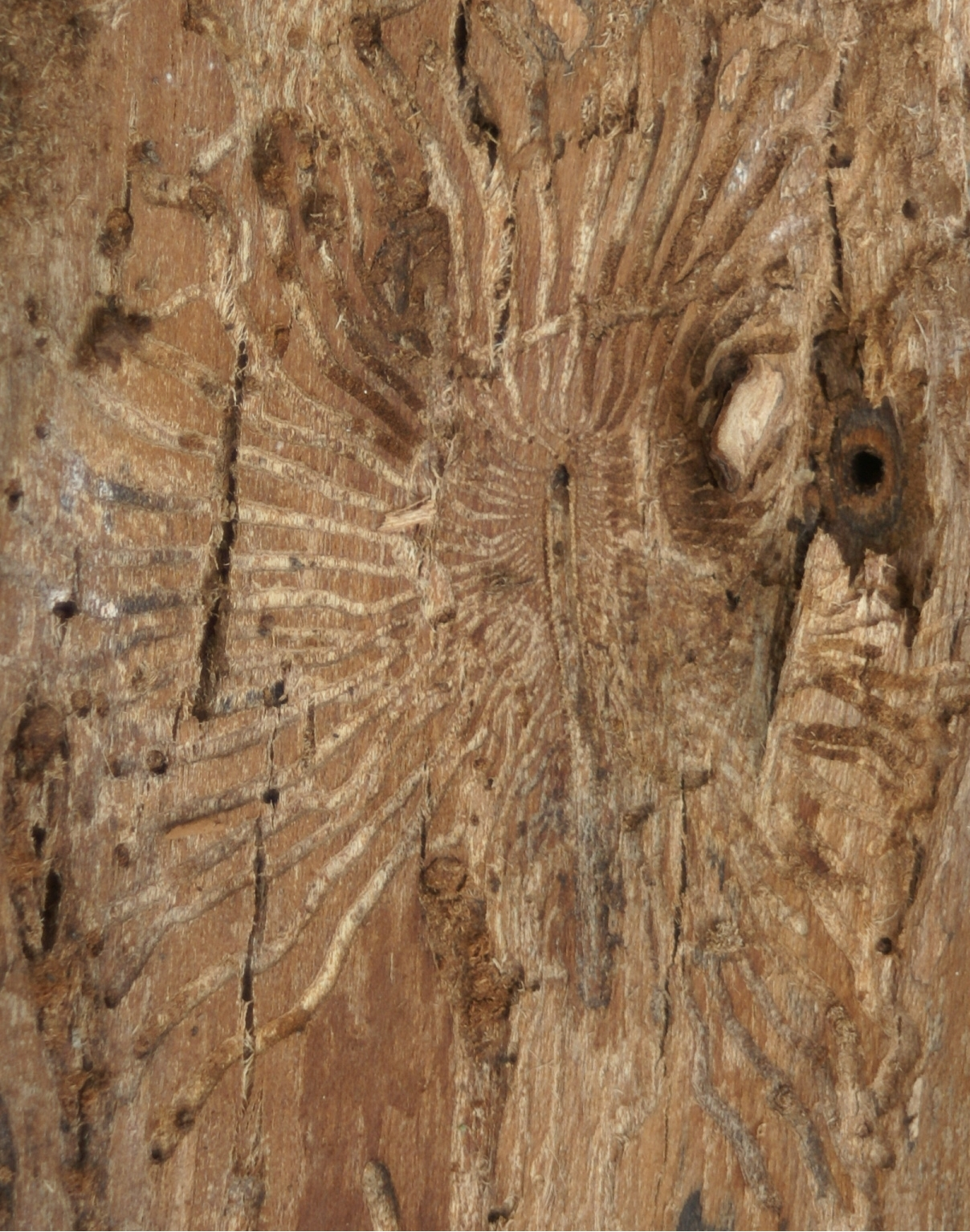
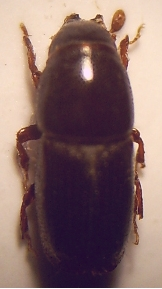
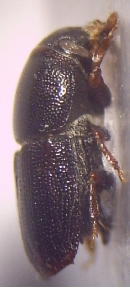
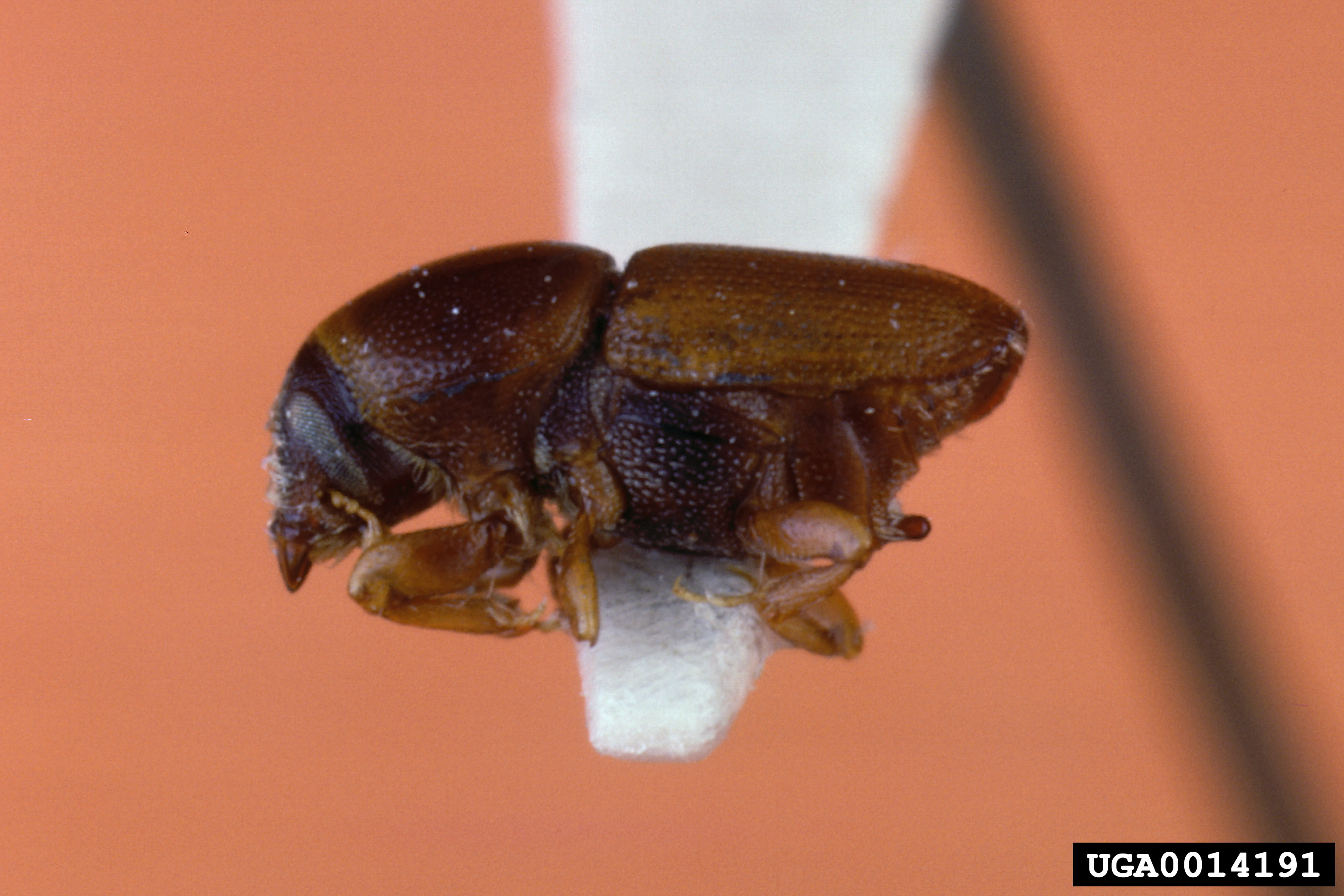
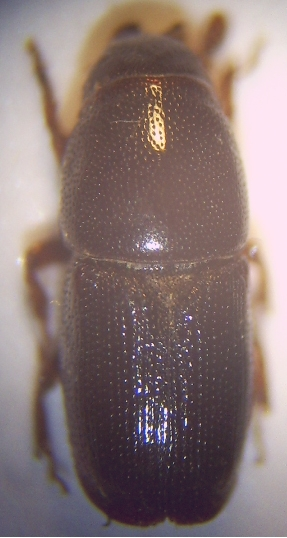